# Молочница из Бордо
«Молочница из Бордо» (исп. La lechera de Burdeos) — картина испанского художника Франциско Гойи, написанная во Франции в последние годы его жизни.
Хотя «Молочница из Бордо» широко признана художественными критиками и публикой, у некоторых историков искусства есть сомнения в авторстве Гойи. Если картина всё-таки принадлежит кисти Гойи, то вероятнее всего на ней изображена Розарио, дочь Леокадии Вайсс (Leocadia Weiss). Леокадия была дальней родственницей художника и его горничной в Бордо, куда он уехал, опасаясь преследований со стороны нового правительства Испании. Шаль, в которую завернута женщина, вероятно, купил сам Гойа, как упоминается в письме Леандро Фернандеса де Моратина Хуану Антонио Мелону. Возможно, эта картина является портретом молочницы верхом на осле, который оказался за пределами композиции. Тогда полотно относится к многочисленной серии произведений, в которых Гойя изображал уличных торговцев.
Техника мазка, использованная Гойей в этой картине, напоминает опыты дивизионистов, а внимательная работа с естественным светом, окутывающим фигуру молочницы, рассматривалась историками как предвосхищение импрессионизма.
После смерти художника картина перешла к его младшему сыну Хавьеру, который из-за финансовых трудностей был вынужден продать её дальнему родственнику Хуану Баутисту де Мугиро (Juan Bautista de Muguiro). Потомки Хуана Баутисты в 1946 году передали картину в Прадо, где она и находится по сей день.
Хотя «Молочница из Бордо» не самая известная картина Гойи, она считается техническим шедевром и одной из его лучших работ. Картина является его последним женским портретом перед смертью.